# Еріх Цандер
Еріх Цандер (нім. Erich Zander, 11 квітня 1905 — 15 квітня 1991) — німецький хокеїст на траві.
Срібний призер Олімпійських Ігор 1936 року, бронзовий призер 1928 року.